# Joanna Manuel
Joanna Manuel Kastylijska lub Joanna de Peñafiel (ur. 1339, zm. 27 marca 1381) – królowa Kastylii w latach 1369–1381, dziedziczka Escalon, Villena, Peñafiel i Lara oraz pani (senora soberana) Vizcaya.

Herb rodu de la Cerda - połączenie herbów Kastylii, Leónu i Francji

## Życiorys
Urodziła się jako jedyna córka Juana Manuela, księcia Peñafiel (1282–1348), nazywanego el escritor (pisarz) i jego trzeciej żony - Blanki Núñez de Lara de La Cerda (zm. 1347). Jej ojciec był wnukiem króla Ferdynanda III Świętego. Jej matka Blanka była potomkinią panów Vizcaya (w Baskonii) i Lara - była wnuczką Ferdynanda de la Cerda (najstarszego syna i następcy króla Alfonsa X Mądrego).
Joanna była młodszą siostrą przyrodnią Konstancji Manuel (1323–1345), drugiej żony króla Piotra I Sprawiedliwego i księżną Portugalii. Jako dziecko Konstancja była żoną późniejszego teścia Joanny, ale małżeństwo to anulowano. Konstancja zmarła, kiedy Joanna miała zaledwie 5 lat. 
27 lipca 1350 Joanna poślubiła don Henryka Kastylijskiego (1333–1379), starszego nieślubnego syna króla Alfonsa XI Kastylijskiego i Eleonory de Guzman. W 1369 Henryk obalił swojego przyrodniego brata - Piotra I Okrutnego i sam został królem Kastylii. Joanna i Henryk mieli troje dzieci:
- Jana I (1358–1390), dziedzica tronu Kastylii i Leónu,
- Eleonorę (1362–1416), żonę Karola III, króla Nawarry,
- Joannę (1367–1374).

Ich małżeństwo nie należało do szczęśliwych. Mąż Joanny miał liczne romanse i z takich związków pozamałżeńskich miał jeszcze 14 innych dzieci.
W 1361 zmarła nastoletnia bratanica Joanny - Blanka, córka Ferdynanda Manuel (brata Joanny) i Joanny de Ampurias. Ferdynand sam zmarł około 1350 i nie pozostawił innych dzieci poza Blanką, kiedy ta zaś zmarła Joanna odziedziczyła Villena, Escalona i Peñafiel. 
Lara i Vizcaya odziedziczyła po śmierci rodzeństwa ciotecznego. A w 1369 została królową Kastylii i Leónu. Zmarła w 1381, a swoje posiadłości pozostawiła swojemu synowi. Vizcaya została wcielona do Kastylii, a następnie do Hiszpanii. Za to właśnie została zapamiętana przez Basków.